# Draž
Draž es un municipio de Croacia en el condado de Osijek-Baranya.

## Geografía
Se encuentra a una altitud de 83 m s. n. m. a 317 km de la capital nacional, Zagreb.

## Demografía
En el censo 2011 el total de población del municipio fue de 2767 habitantes, distribuidos en las siguientes localidades:
- Batina - 879
- Draž - 505
- Duboševica - 554
- Gajić - 294
- Podolje - 140
- Topolje - 395

| Gráfica de población de Draž 1857-2011                              |
|                                                                     |
| Según los censos de población de la oficina estadística de Croacia. |